# Marjane Satrapi
Marjane Satrapi (en persa: مرجان ساتراپی‎, tr. Maryán Satrapí; AFI /mærˈʤɔːne sɔːtrɔːˈpiː/; Rasht, Irán, 1969) es una historietista (guionista y dibujante), pintora y directora franco-iraní, con mucho reconocimiento en el mercado francófono.

## Biografía

### Infancia y juventud
Era una niña de una familia de Teherán, de talante progresista, que la mandó a estudiar al Liceo Francés hasta que fueron suprimidos los colegios bilingües por las autoridades islámicas que surgieron de la revolución de 1979. Ella y su familia, que simpatizaban con la revolución antes de que adquiriera carácter islamista, vivieron con dolor las restricciones de las libertades individuales, la represión, la imposición del velo femenino y el estallido de la guerra Irán-Irak, que el nuevo régimen utilizó para consolidarse.
En 1984, cuando tenía 14 años, sus padres decidieron enviarla a estudiar al liceo francés de Viena (Austria), para que pudiera completar su educación laica y para permitirle desarrollarse en un ambiente menos opresivo que el de su país. Marjane no hablaba alemán, pero en ese momento era más fácil para un iraní conseguir un pasaporte para Austria que para Francia. Tras completar los estudios primarios regresó a Irán para estudiar Bellas artes, pero poco después decidió marcharse a Francia, y desde entonces reside en París.

### Carrera profesional
Marjane Satrapi se introdujo en el mundo del cómic de la mano del dibujante y guionista David B., quien le sugirió narrar de este modo sus recuerdos de infancia en Irán. Nació así la novela gráfica Persépolis, una obra autobiográfica que arranca en los momentos finales del régimen del Sah y da cuenta de las dificultades de vivir bajo un estado teocrático y de las distintas formas de seguir viviendo una vida laica pese a la vigilancia de los guardianes de la revolución y de los vecinos convertidos a un islamismo más militante que el del propio gobierno. La obra, publicada en cuatro volúmenes, alcanzó un gran éxito de crítica y público y fue adaptada por ella misma y Vincent Paronnaud al cine de animación (junio de 2007), lo que alentó a su autora a seguir por el camino de la historieta y del cine. 
La película Persépolis fue galardonada con el premio del Jurado del Festival de Cannes y, al año siguiente, obtuvo dos premios César, a la mejor primera película y mejor adaptación. Fue nominada al Óscar 2008 al mejor film de animación.
En 2003 publicó Bordados, un cómic sobre las mujeres iraníes que fue nominado para el premio al mejor álbum en el Festival del Cómic de Angulema de 2004. Bordados no ganó, pero sí lo hizo en 2005 su siguiente obra, Pollo con ciruelas.
Consiguió la nacionalidad francesa en 2006.
El 2 de febrero de 2009, Marjane Satrapi fue investida doctora honoris causa por la Universidad Católica de Lovaina (UCL) y la KU Leuven de Bélgica.
El 16 de junio de 2009, a raíz de los sucesos ocurridos tras las elecciones en Irán, disputadas entre Mahmud Ahmadineyad y Mir-Hosein Musaví, la historietista ofreció una conferencia en Bruselas muy crítica del posible fraude electoral.
En 2014 dirigió la película Las voces y, cuatro años después, Radioactive, una cinta biográfica sobre Marie Curie, la científica polaca que fue la primera persona en recibir dos premios Nobel en distintas especialidades —Física y Química— y la primera mujer en ocupar el puesto de profesora en la Universidad de París.
En 2023 publicó junto a otras autoras una nueva novela gráfica llamada Mujer, Vida, Libertad (en francés: Femme, Vie, Liberté), una obra de no ficción en la que recopila historias de mujeres iraníes inspirada por la muerte de Mahsa Amini a manos de la policía religiosa islámica en 2022.

## Obra

### Publicaciones
- Persépolis, París, L’Association, 2000-2003 (ed. en castellano, Persépolis, Barcelona, Norma, 2002-2004).
  1. Tomo 1, 2000 ISBN 2-84414-058-0
  2. Tomo 2, 2001 ISBN 2-84414-079-3
  3. Tomo 3, 2002 ISBN 2-84414-104-8
  4. Tomo 4, 2003 ISBN 2-84414-137-4

- Sagesse et malices de la Perse, en colaboración con Lila Ibrahim-Ouali y Bahman Namwar-Motlag, París, Albin Michel, 2001.
- Les monstres n'aiment pas la lune, París, Nathan, 2001.
- Ulysse au pays des fous en colaboración con Jean-Pierre Duffour, París, Nathan, 2001.
- Ajdar, París, Nathan, 2002.
- Broderies, París, L’Association, 2003 (ed. en castellano, Bordados, Barcelona, Norma, 2004).
- Poulet aux prunes, París, L’Association, 2003 (ed. en castellano, Pollo con ciruelas, Barcelona, Norma, 2005).
- Le Soupir, Rosny-sous-Bois, 2004 (ed. en castellano, El suspiro, Barcelona, Norma, 2011).

Como directora de obras colectivas
- Femme, Vie, Liberté, 2023 (ed. en castellano, Mujer, Vida, Libertad, Barcelona, Reservoir Books [Penguin], 2023).

### Filmografía
- 2007: Persépolis (con Vincent Paronnaud)
- 2011: Poulet aux prunes (con Vincent Paronnaud)
- 2013: La Bande des Jotas
- 2014: Las voces
- 2020: Radioactive

## Premios y distinciones
Premios Óscar
| Año  | Categoría                   | Película   | Resultado |
| ---- | --------------------------- | ---------- | --------- |
| 2008 | Mejor película de animación | Persépolis | Nominada  |

Festival Internacional de Cine de Cannes
| Año  | Categoría         | Película   | Resultado |
| ---- | ----------------- | ---------- | --------- |
| 2007 | Premio del Jurado | Persepolis | Ganadora  |

Premios Princesa de Asturias
| Año  | Categoría                                                 |
| ---- | --------------------------------------------------------- |
| 2024 | Premio Princesa de Asturias de Comunicación y Humanidades |

Marjane Satrapi rechazó en 2025 la Legión de Honor por la posición francesa en relación a la disidencia iraní.